# Bulgarian International 2001
Die Bulgarian International 2001 im Badminton fanden Ende Oktober 2001 statt.

## Medaillengewinner
| Disziplin    | Gold                         | Silber                        | Bronze                          |
| ------------ | ---------------------------- | ----------------------------- | ------------------------------- |
| Herreneinzel | Richard Vaughan              | Andrew South                  | Michael Edge                    |
| Herreneinzel | Richard Vaughan              | Andrew South                  | Mark Constable                  |
| Dameneinzel  | Petya Nedelcheva             | Rebecca Pantaney              | Jill Pittard                    |
| Dameneinzel  | Petya Nedelcheva             | Rebecca Pantaney              | Katy Brydon                     |
| Herrendoppel | Peter Jeffrey Ian Palethorpe | Kristian Roebuck Paul Trueman | Robert Blair Stephen Foster     |
| Herrendoppel | Peter Jeffrey Ian Palethorpe | Kristian Roebuck Paul Trueman | Konstantin Dobrev Georgi Petrov |
| Damendoppel  | Liza Parker Suzanne Rayappan | Emma Hendry Kelly Matthews    | Maya Ivanova Petya Nedelcheva   |
| Damendoppel  | Liza Parker Suzanne Rayappan | Emma Hendry Kelly Matthews    | Emma Constable Natalie Munt     |
| Mixed        | Robert Blair Natalie Munt    | Paul Trueman Liza Parker      | Peter Jeffrey Suzanne Rayappan  |
| Mixed        | Robert Blair Natalie Munt    | Paul Trueman Liza Parker      | Kristian Roebuck Emma Hendry    |